# Ataegina

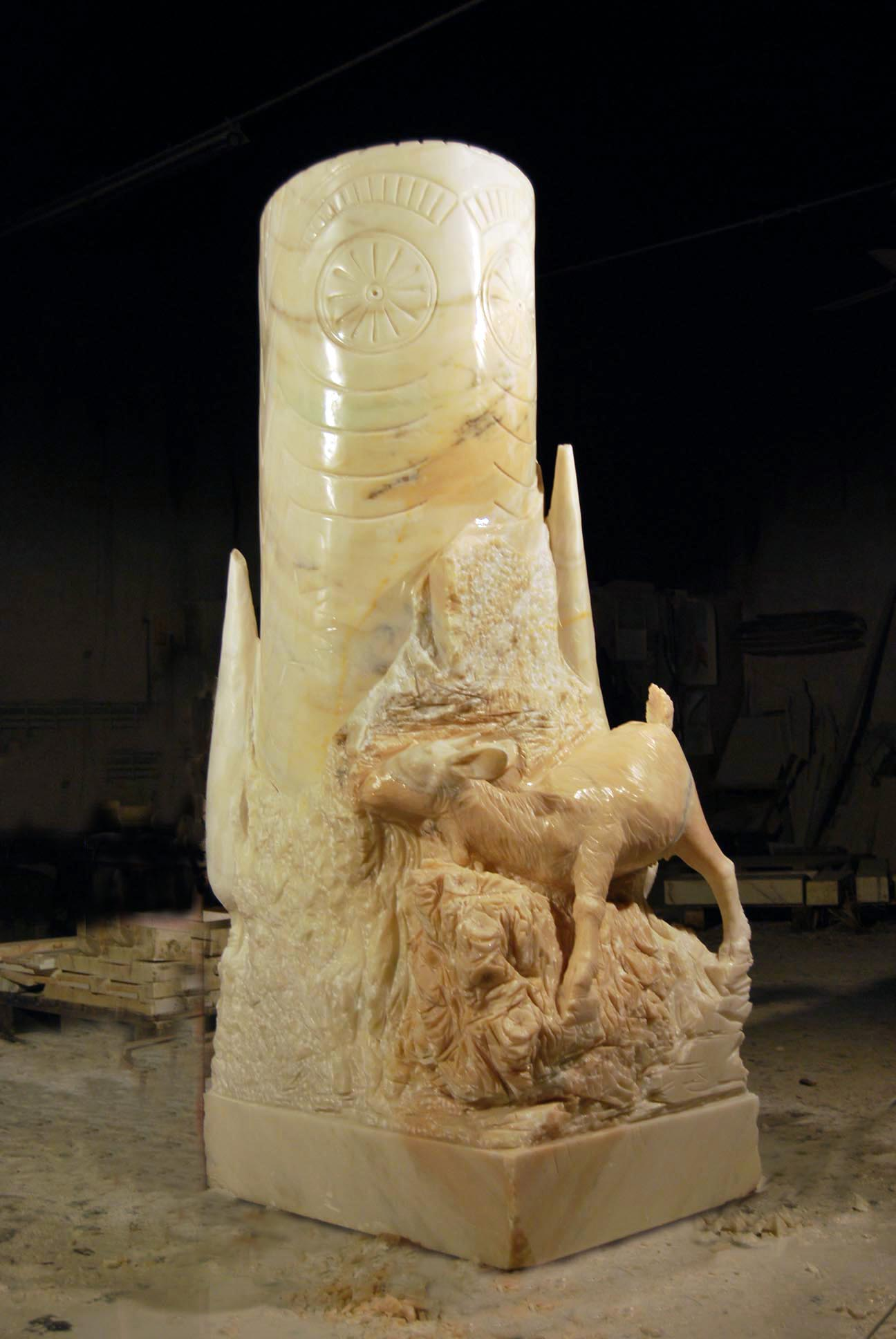
Ataegina. Marmor, 210x93x72 cm, av Pedro Roque Hidalgo, 2008. Museu do Mármore, Vila Viçosa, Portugal

Ataegina eller Ataegina var en gudinna, troligen mångudinna, som tycks ha stått för återfödelse (våren), fertilitet, natur och helande i lusitansk mytologi. Hon tycks också ha regerat underjorden. 
Hon tillbads allmänt på den Iberiska halvön av både de ursprungliga ibererna, de senare lusitanerna, och av keltibererna. 